# Mühringen

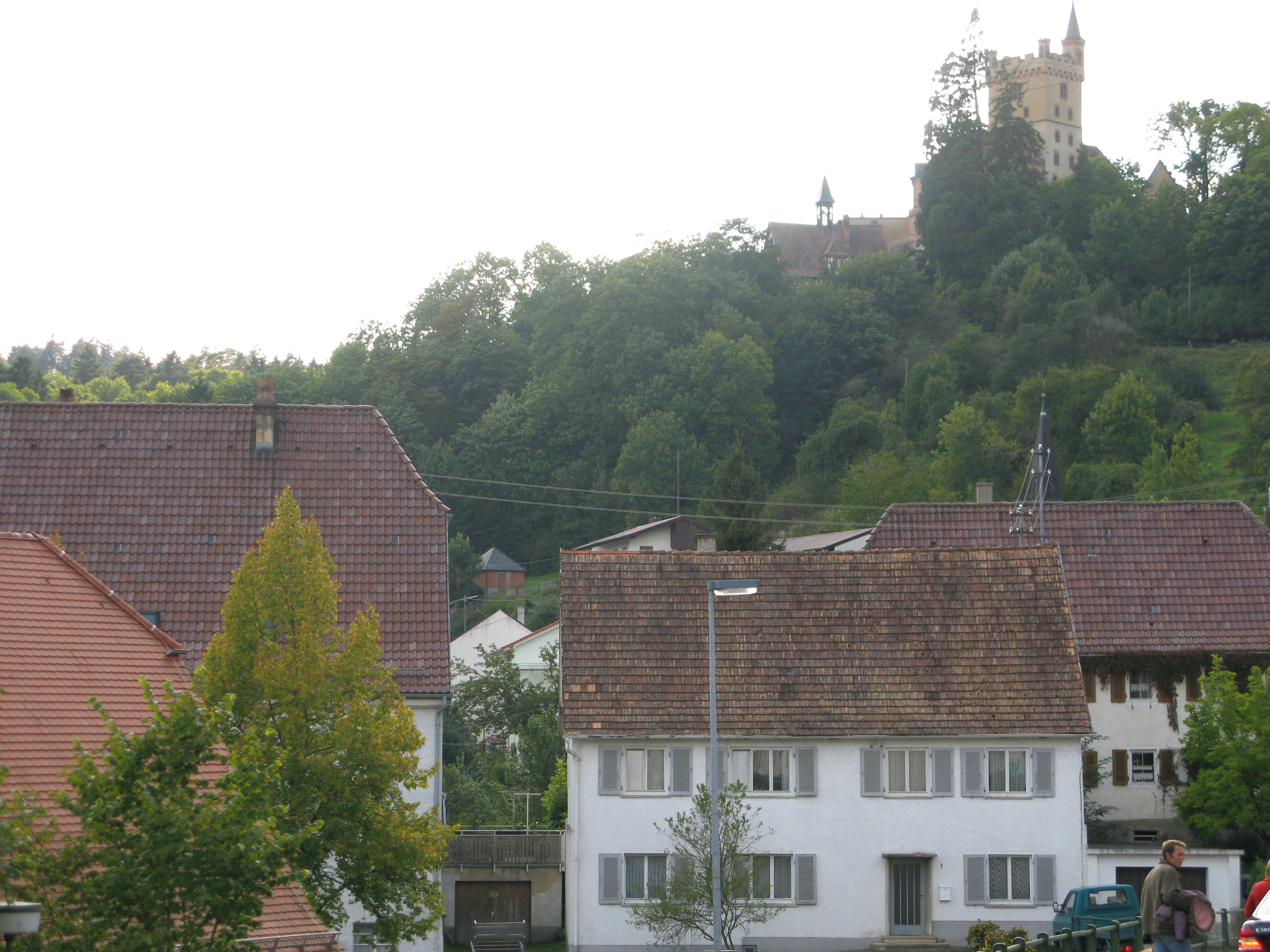
Mühringen mit Schloss Hohenmühringen im Hintergrund

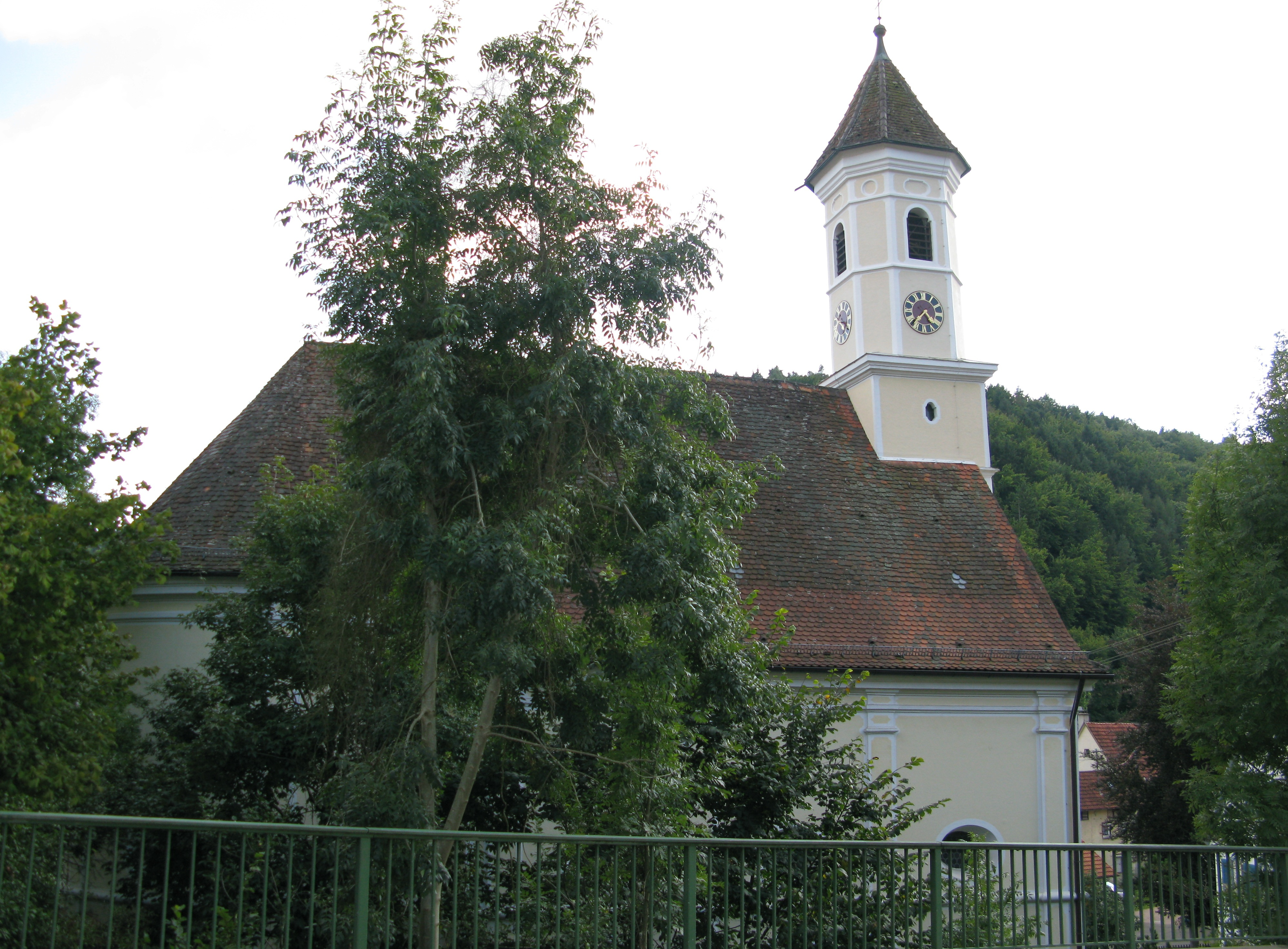
Katholische Kirche St. Gallus in Mühringen

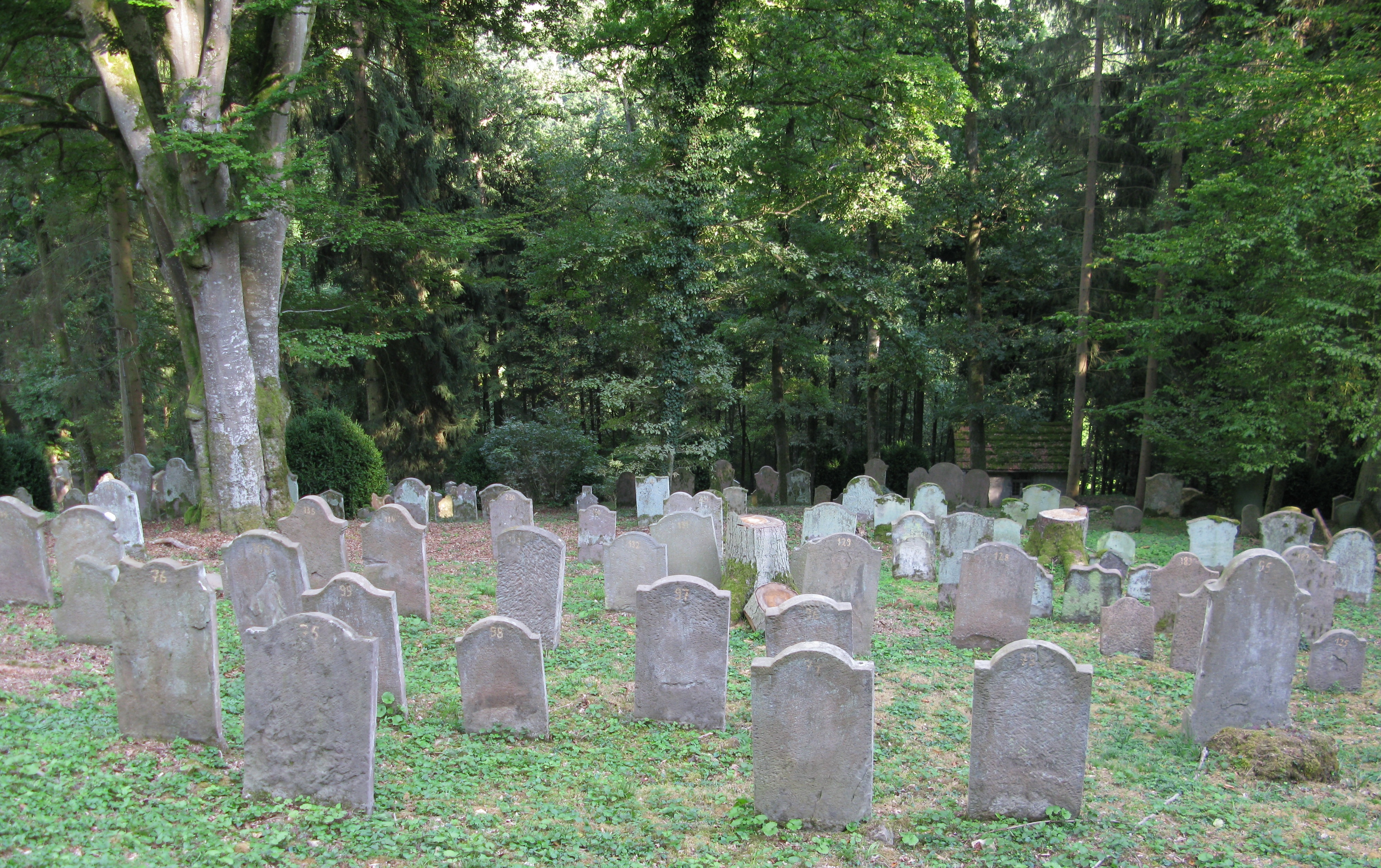
Jüdischer Friedhof Mühringen (Kulturdenkmal)

Mühringen ist ein Stadtteil von Horb am Neckar. Der Ort liegt rund acht Kilometer von der Kernstadt entfernt und zieht sich vom Eyachtal (auf einer Höhe von 401 m ü. NN) den Hang hinauf bis zum Schloss Hohenmühringen. Mühringen hat etwa 1000 Einwohner.
Es gibt im Tal einen Haltepunkt an der Hohenzollerischen Landesbahn Eyach–Hechingen, die Ortschaft liegt außerdem am Jakobsweg.

## Geschichte
Am 3. Mai 786 wurde Mühringen zum ersten Mal urkundlich erwähnt. Nach 1504 erwarb Heinrich von Zimmern Schloss und Dorf Mühringen.
Am 1. Dezember 1971 wurde der Ort in die Stadt Horb am Neckar eingegliedert.
Mühringen besitzt einen jüdischen Friedhof, der im Wald zwischen Mühringen und Eyach liegt.

## Kultur und Sehenswürdigkeiten

### Gedenkstätten
Seit 1983 erinnert ein Gedenkstein am Aufgang zum Rathaus/Grundschule an die in der NS-Diktatur verfolgte Jüdische Gemeinde Mühringen und ihre beim Novemberpogrom 1938 beschädigte Synagoge. Die Synagoge wurde 1960 abgerissen.

### Sehenswürdigkeiten
- Die Mühringer Mikwe, in Eigenleistung durch Privatpersonen vollständig restauriert.
- Schloss Hohenmühringen – Insgesamt eine Mischung aus Mittelalter, Renaissance und Neugotik. Im Mittelpunkt steht der mittelalterliche Bergfried, Heidenturm genannt, mit neugotischem Zinnenaufsatz. Eingefasst wird dieser von einem im 16. Jahrhundert errichteten dreistöckigen Speicher, dem „Neuen Bau“. An diesen wurden 1857 im neugotischen Stil mehrere Gebäude, inklusive einer Schlosskapelle, angebaut.[4]

## Persönlichkeiten
Nathanael Weil schrieb in seiner Zeit als Rabbiner in Mühringen (1745–1750) den größten Teil seines bekannten Talmud-Kommentars.
Der wohl bekannteste Mühringer ist der Gründer der Berlitz Sprachschulen, Maximilian Delphinius Berlitz, der als David Berlitzheimer am 14. April 1852 in Mühringen zur Welt kam, später nach Amerika auswanderte und dort die weltweit bekannte Sprachschule gründete.
Ein besonders origineller „Mühringer“ scheint der in Mühringen in den Jahren 1873 und 1874 tätig gewesene Rabbinatsverweser Jakob Stern gewesen zu sein. Er brachte es immerhin fertig, nachdem er 1882 mit dem Judentum gebrochen hatte, seinen Bruch dadurch für jedermann sichtbar zu dokumentieren, dass er sich am Sabbat (wohl in Stuttgart?) auf dem Marktplatz vor die Synagoge setzte und dort Schinkenbrötchen aß.
Auf Schloss Hohenmühringen lebte Oscar Freiherr von Münch, der von 1890 bis 1893 für die Deutsche Volkspartei den Wahlkreis Württemberg 8 (Freudenstadt, Horb, Oberndorf, Sulz) im Deutschen Reichstag vertrat. Am 29. Oktober / 5. November 1903 wurde er vom Landgericht Stuttgart wegen Beleidigung zu einer Freiheitsstrafe von zwei Monaten verurteilt. Am 27. Februar 1893 hielt Münch in der 53. Sitzung des Reichstags eine Rede, die er vor allem dazu nutzte, seine persönlichen Probleme mit der Justiz darzulegen. Sein Mandat nutzte er auch später noch zur Darlegung von angeblichen Unzulänglichkeiten des Rechtssystems. In der zweiten Hälfte seines Lebens war Münch in diverse Gerichtsverfahren verwickelt, u. a. weil er im Jahr 1900 mit einer Pistole auf seinen Knecht geschossen hatte. Über seine Version der verschiedenen Verfahren veröffentlichte er diverse Schriften.